# Атлетика на Летњим параолимпијским играма 2016 — 200 метара за мушкарце T43-Т44
Трка на 200 метара у класама 43 и 44 за мушкарце, била је једна од 29 дисциплина атлетског програма на Летњим параолимпијским играма 2016. у Рио де Жанеиру, Бразил. Такмичење је одржано 11. и 12. септембра на Олимпијском стадиону Жоао Авеланж.

## Земље учеснице
Учествовало је 13 такмичара из 9 земаља.
1. Бразил (1)
2. Грчка (1)
3. Италија (1)
4. Јужноафричка Република (1)
5. Немачка (3)
6. Нови Зеланд (1)
7. Перу (1)
8. САД (3)
9. Шри Ланка (1)

## Рекорди пре почетка такмичења
(стање 8. септембра 2016)

### Класа Т43
| Рекорди пре почетка Параолимпијских игара 2016.     | Рекорди пре почетка Параолимпијских игара 2016. | Рекорди пре почетка Параолимпијских игара 2016. | Рекорди пре почетка Параолимпијских игара 2016. | Рекорди пре почетка Параолимпијских игара 2016. | Рекорди пре почетка Параолимпијских игара 2016. |
| --------------------------------------------------- | ----------------------------------------------- | ----------------------------------------------- | ----------------------------------------------- | ----------------------------------------------- | ----------------------------------------------- |
| Светски рекорд                                      | 20,66                                           | Алан Фонтелес Кардосо Оливеира                  | Бразил                                          | Лион, Француска                                 | 21. јул 2013.                                   |
| Параолимпијски рекорд                               | 21,30                                           | Оскар Писторијус                                | Јужна Африка                                    | Лондон, Уједињено Краљевство                    | 1. септембар 2012.                              |
| Рекорди после завршених Параолимпијских игара 2016. |                                                 |                                                 |                                                 |                                                 |                                                 |
| Параолимпијски рекорд                               | 21,06                                           | Лијам Малоне                                    | Нови Зеланд                                     | Рио де Жанеиро, Бразил                          | 12. септембар 2016.                             |

### Класа Т44
| Рекорди пре почетка Параолимпијских игара 2016.     | Рекорди пре почетка Параолимпијских игара 2016. | Рекорди пре почетка Параолимпијских игара 2016. | Рекорди пре почетка Параолимпијских игара 2016. | Рекорди пре почетка Параолимпијских игара 2016. | Рекорди пре почетка Параолимпијских игара 2016. |
| --------------------------------------------------- | ----------------------------------------------- | ----------------------------------------------- | ----------------------------------------------- | ----------------------------------------------- | ----------------------------------------------- |
| Светски рекорд                                      | 21,27                                           | Ричард Броун                                    | Сједињене Државе                                | Доха, Катар                                     | 25. октобар 2015.                               |
| Параолимпијски рекорд                               | 22,49                                           | Арну Фоурие                                     | Јужна Африка                                    | Лондон, Уједињено Краљевство                    | 2. септембар 2012.                              |
| Рекорди после завршених Параолимпијских игара 2016. |                                                 |                                                 |                                                 |                                                 |                                                 |
| Параолимпијски рекорд                               | 22,42                                           | Дејвид Принц                                    | Сједињене Државе                                | Рио де Жанеиро, Бразил                          | 11. септембар 2016.                             |
| Параолимпијски рекорд                               | 22,01                                           | Дејвид Принц                                    | Сједињене Државе                                | Рио де Жанеиро, Бразил                          | 12. септембар 2016.                             |

## Сатница
| Датум               | Време | Ниво               |
| ------------------- | ----- | ------------------ |
| 11. септембар 2016. | 20:03 | Квалификације (Г1) |
| 11. септембар 2016. | 20:10 | Квалификације (Г2) |
| 12. септембар 2016. | 19:21 | Финале             |

Сва времена су по локалном времену (UTC+3)

## Освајачи медаља
|                            |                     |                       |
| Лијам Малоне · Нови Зеланд | Хантер Вудхол · САД | Давид Бехре · Немачка |

## Резултати

### Квалификације
Квалификације су одржане 11.9.2016. годину у 20:03 и 20:10. Такмичари су биле подељени у две групе. У финале су се пласирали прва 3 такмичара из сваке групе и 2 на основу резултата.,,
| Пласман | Група | Атлетичар                          | Земља                  | Класа | ЛР    | ЛРС   | Резултат | Белешка    |
| ------- | ----- | ---------------------------------- | ---------------------- | ----- | ----- | ----- | -------- | ---------- |
| 1.      | 2     | Лијам Малоне                       | Нови Зеланд            | Т43   | 22,14 | 22,14 | 21,33    | КВ, РР, ЛР |
| 2.      | 2     | Хантер Вудхол                      | САД                    | Т43   | 22,00 | 22,00 | 21,50    | КВ, ЛР     |
| 3.      | 1     | Давид Бехре                        | Немачка                | Т43   | 21,79 | 21,79 | 21,63    | КВ, РР, ЛР |
| 4.      | 2     | Јоханес Флорс                      | Немачка                | Т43   | 21,82 | 21,82 | 21,86    | КВ         |
| 5.      | 1     | Aj Digby                           | САД                    | Т43   | 21,99 | 21,99 | 22,14    | КВ         |
| 6.      | 1     | Дејвид Принц                       | САД                    | Т44   | 22,34 | 22,35 | 22,42    | КВ, ПР     |
| 7.      | 2     | Michail Seitis                     | Грчка                  | Т44   | 22,58 | 22,58 | 22,45    | кв, ЛР     |
| 8.      | 1     | Феликс Стренг                      | Немачка                | Т44   | 21,93 | 21,93 | 22,55    | кв         |
| 9.      | 2     | Алан Фонтелес Кардосо Оливеира     | Бразил                 | Т43   | 20,66 | 21,89 | 22,63    |            |
| 10.     | 1     | Арну Фоурие                        | Јужноафричка Република | Т44   | 22,45 | 22,45 | 22,67    |            |
| 11.     | 1     | Ajith Prasanna Kumar Hettiarachchi | Шри Ланка              | Т44   | 25,06 | 25,06 | 24,58    | ЛР         |
| 12.     | 2     | Емануел ди Марино                  | Италија                | Т44   | 24,49 | 24,52 | 24,74    |            |
| 13.     | 1     | Хосе Луис Касас                    | Перу                   | Т44   | 26,66 | 26,66 | 26,91    |            |

### Финале
акмичење је одржано 12.9.2016. годину у 19:21,,
| Пласман | Атлетичар      | Земља       | Класа | Резултат | Белешка    |
| ------- | -------------- | ----------- | ----- | -------- | ---------- |
|         | Лијам Малоне   | Нови Зеланд | Т43   | 21,06    | ПР, РР, ЛР |
|         | Хантер Вудхол  | САД         | Т43   | 21,12    | ЛР         |
|         | Давид Бехре    | Немачка     | Т43   | 21,41    | РР, ЛР     |
| 4.      | Јоханес Флорс  | Немачка     | Т43   | 21,81    | ЛР         |
| 5.      | Aj Digby       | САД         | Т43   | 21,93    | ЛР         |
| 6.      | Дејвид Принц   | САД         | Т44   | 22,01    | ПР, ЛР     |
| 7.      | Michail Seitis | Грчка       | Т44   | 23,63    |            |
| 8.      | Феликс Стренг  | Немачка     | Т44   | НЗ       |            |